# Fototeca di Toscana
Fototeca di Toscana è un archivio storico fotografico di proprietà della Biblioteca di Sardegna, con sede a Cargeghe, in provincia di Sassari.

## Origini
Il Fondo è stato istituito nel 2013, sulla falsariga degli esiti coronati con l'archivio Fototeca di Sardegna e seguendo l'itinerario del Romanico che dalla Sardegna giunge alla Toscana, allo scopo di recuperare, a fini storici, archivistici e pedagogici, la memoria storica della regione Toscana attraverso la raccolta, tutela, valorizzazione e promozione del proprio patrimonio di immagini d'epoca.

## Contenuto
L'Archivio ospita attualmente oltre 7.000 foto, donate da circa 1200 famiglie, relative a luoghi, fatti e persone di 12 comuni della Toscana relativamente all'arco temporale intercorrente tra la seconda metà dell'Ottocento e gli anni Settanta del Novecento. I temi trattati spaziano dalla politica alla vita civile fino alle attività ricreative. Le foto raccolte, quasi esclusivamente inedite, sono state acquisite in modalità digitale e accompagnate da una scheda didascalica.

## Curatrici
Fin dagli esordi, l'Archivio si è qualificato, caratterizzato e contraddistinto come "progetto in rosa", cioè interamente affidato alla direzione, al coordinamento e alla cura di soli soggetti femminili, sia nelle sue componenti interne sia nelle collaborazioni esterne.

## Progetti di ricerca
| Anno | Paese                     | Curatrice              |
| ---- | ------------------------- | ---------------------- |
| 2013 | Massa Marittima           | Chiara Beni            |
| 2013 | Cascina                   | Diana Berni            |
| 2014 | Follonica                 | Marica Pizzetti        |
| 2014 | Bagnone                   | Cinzia Nicolini        |
| 2014 | Sesto Fiorentino          | Elisabetta Meccariello |
| 2014 | Massa                     | Alessandra Franetovich |
| 2015 | Villafranca in Lunigiana  | Marianna Orsi          |
| 2015 | Aulla                     | Melania Sebastiani     |
| 2016 | Castiglione di Garfagnana | Sara Guazzelli         |
| 2016 | San Romano in Garfagnana  | Carlotta Santi         |
| 2017 | Carrara                   | Benedetta Tognetti     |
| 2017 | Mulazzo                   | Giulia Fruzzetti       |